# Uromyces lespedezae-procumbentis
Uromyces lespedezae-procumbentis ist eine Ständerpilzart aus der Ordnung der Rostpilze (Pucciniales). Der Pilz ist ein Endoparasit von Buschklee. Symptome des Befalls durch die Art sind Rostflecken und Pusteln auf den Blattoberflächen der Wirtspflanzen. Sie ist im Osten Nordamerikas verbreitet.

## Merkmale

### Makroskopische Merkmale
Uromyces lespedezae-procumbentis ist mit bloßem Auge nur anhand der auf der Oberfläche des Wirtes hervortretenden Sporenlager zu erkennen. Sie wachsen in Nestern, die als gelbliche bis braune Flecken und Pusteln auf den Blattoberflächen erscheinen.

### Mikroskopische Merkmale
Das Myzel von Uromyces lespedezae-procumbentis wächst wie bei allen Uromyces-Arten interzellulär und bildet Saugfäden, die in das Speichergewebe des Wirtes wachsen. Ihre Spermogonien wachsen in kleinen Gruppen oberseitig auf der Oberfläche der Wirtsblätter. Die blattunterseitig wachsenden Aecien der Art wachsen in kleinen Gruppen und sind gelb. Ihre hyalinen Aeciosporen sind 16–19 × 15–18 µm groß, kugelig und warzig. Die mehrheitlich blattunterseitig wachsenden Uredien des Pilzes sind zimtbraun, klein und von Paraphysen eingefasst. Die gelblichen bis goldenen Uredosporen sind 19–22 × 16–18 µm groß, breitellipsoid und stachelwarzig. Die blattunterseitig wachsenden Telien der Art sind dunkel zimtbraun, kompakt und unbedeckt. Die gold- bis hell kastanienbraunen Teliosporen sind einzellig, in der Regel länglich bis ellipsoid bis langellipsoid, glatt und meist 24–32 × 14–17 µm groß. Ihre Stiele sind farblos und bis zu 85 µm lang.

## Verbreitung
Das bekannte Verbreitungsgebiet von Uromyces lespedezae-procumbentis reicht von Ontario bis in die Osthälfte der USA.

## Ökologie
Die Wirtspflanzen von Uromyces lespedezae-procumbentis sind verschiedene Buschklees (Lespedeza spp.). Der Pilz ernährt sich von den im Speichergewebe der Pflanzen vorhandenen Nährstoffen, seine Sporenlager brechen später durch die Blattoberfläche und setzen Sporen frei. Die Art durchläuft einen makrozyklischen Entwicklungszyklus mit Spermogonien, Aecien, Telien und Uredien. Als autoöker Parasit macht sie keinen Wirtswechsel durch.